# Bundestagswahl 2017/Wahlergebnisse nach Bundesländern
Bundestagswahl 2017 – Wahlergebnisse nach Bundesländern.

## Wahlergebnisse

### Schleswig-Holstein
| Listen            | Listen            | Erststimmen | Erststimmen | Erststimmen | Zweitstimmen | Zweitstimmen | Zweitstimmen | Mandate Gesamt |
| Listen            | Listen            | Stimmen     | %           | Mandate     | Stimmen      | %            | Mandate      | Mandate Gesamt |
| ----------------- | ----------------- | ----------- | ----------- | ----------- | ------------ | ------------ | ------------ | -------------- |
|                   | CDU               | 682.287     | 39,8        | 10          | 583.135      | 34,0         | –            | 10             |
|                   | SPD               | 493.279     | 28,8        | 1           | 399.505      | 23,3         | 5            | 6              |
|                   | FDP               | 131.703     | 7,7         | –           | 216.844      | 12,6         | 3            | 3              |
|                   | GRÜNE             | 163.580     | 9,5         | –           | 205.471      | 12,0         | 3            | 3              |
|                   | AfD               | 128.641     | 7,5         | –           | 140.362      | 8,2          | 2            | 2              |
|                   | Die Linke         | 90.574      | 5,3         | –           | 124.678      | 7,3          | 2            | 2              |
|                   | Die PARTEI        | 4.017       | 0,2         | –           | 20.732       | 1,2          | –            | –              |
|                   | FREIE WÄHLER      | 15.957      | 0,9         | –           | 11.095       | 0,6          | –            | –              |
|                   | BGE               | –           | –           | –           | 5.670        | 0,3          | –            | –              |
|                   | NPD               | –           | –           | –           | 4.210        | 0,2          | –            | –              |
|                   | ÖDP               | –           | –           | –           | 3.116        | 0,2          | –            | –              |
|                   | MLPD              | 1.381       | 0,1         | –           | 823          | 0,0          | –            | –              |
|                   | FAMILIE           | 506         | 0,0         | –           | –            | –            | –            | –              |
|                   | Neue Liberale     | 342         | 0,0         | –           | –            | –            | –            | –              |
|                   | Übrige            | 755         | 0,0         | –           | –            | –            | –            | –              |
| Gesamt            | Gesamt            | 1.713.022   | 100         | 11          | 1.715.641    | 100          | 15           | 26             |
|                   |                   |             |             |             |              |              |              |                |
| Ungültige Stimmen | Ungültige Stimmen | 16.172      | 0,9         |             | 13.553       | 0,8          |              |                |
| Wähler            | Wähler            | 1.729.194   | 76,3        |             | 1.729.194    | 76,3         |              |                |
| Wahlberechtigte   | Wahlberechtigte   | 2.266.012   |             |             | 2.266.012    |              |              |                |

### Mecklenburg-Vorpommern
| Listen            | Listen            | Erststimmen | Erststimmen | Erststimmen | Zweitstimmen | Zweitstimmen | Zweitstimmen | Mandate Gesamt |
| Listen            | Listen            | Stimmen     | %           | Mandate     | Stimmen      | %            | Mandate      | Mandate Gesamt |
| ----------------- | ----------------- | ----------- | ----------- | ----------- | ------------ | ------------ | ------------ | -------------- |
|                   | CDU               | 316.662     | 34,2        | 6           | 307.263      | 33,1         | –            | 6              |
|                   | AfD               | 168.456     | 18,2        | –           | 172.409      | 18,6         | 3            | 3              |
|                   | Die Linke         | 171.130     | 18,5        | –           | 165.368      | 17,8         | 3            | 3              |
|                   | SPD               | 161.437     | 17,4        | –           | 139.689      | 15,1         | 2            | 2              |
|                   | FDP               | 43.899      | 4,7         | –           | 57.895       | 6,2          | 1            | 1              |
|                   | GRÜNE             | 33.746      | 3,6         | –           | 39.514       | 4,3          | 1            | 1              |
|                   | Tierschutzpartei  | 2.161       | 0,2         | –           | 12.507       | 1,3          | –            | –              |
|                   | NPD               | 7.977       | 0,9         | –           | 10.408       | 1,1          | –            | –              |
|                   | Die PARTEI        | 4.631       | 0,5         | –           | 9.309        | 1,0          | –            | –              |
|                   | FREIE WÄHLER      | 13.794      | 1,5         | –           | 7.543        | 0,8          | –            | –              |
|                   | BGE               | –           | –           | –           | 3.034        | 0,3          | –            | –              |
|                   | MLPD              | 1.666       | 0,2         | –           | 1.366        | 0,1          | –            | –              |
|                   | ÖDP               | 591         | 0,1         | –           | 1.205        | 0,1          | –            | –              |
|                   | Übrige            | 695         | 0,1         | –           | –            | –            | –            | –              |
| Gesamt            | Gesamt            | 926.845     | 100         | 6           | 927.510      | 100          | 10           | 16             |
|                   |                   |             |             |             |              |              |              |                |
| Ungültige Stimmen | Ungültige Stimmen | 11.742      | 1,3         |             | 11.077       | 1,2          |              |                |
| Wähler            | Wähler            | 938.587     | 70,9        |             | 938.587      | 70,9         |              |                |
| Wahlberechtigte   | Wahlberechtigte   | 1.324.614   |             |             | 1.324.614    |              |              |                |

### Hamburg
| Listen            | Listen            | Erststimmen | Erststimmen | Erststimmen | Zweitstimmen | Zweitstimmen | Zweitstimmen | Mandate Gesamt |
| Listen            | Listen            | Stimmen     | %           | Mandate     | Stimmen      | %            | Mandate      | Mandate Gesamt |
| ----------------- | ----------------- | ----------- | ----------- | ----------- | ------------ | ------------ | ------------ | -------------- |
|                   | CDU               | 277.677     | 28,5        | 1           | 266.312      | 27,2         | 3            | 4              |
|                   | SPD               | 311.889     | 32,0        | 5           | 229.862      | 23,5         | –            | 5              |
|                   | GRÜNE             | 114.485     | 11,7        | –           | 136.371      | 13,9         | 2            | 2              |
|                   | Die Linke         | 105.242     | 10,8        | –           | 119.076      | 12,2         | 2            | 2              |
|                   | FDP               | 69.178      | 7,1         | –           | 105.610      | 10,8         | 2            | 2              |
|                   | AfD               | 71.527      | 7,3         | –           | 76.511       | 7,8          | 1            | 1              |
|                   | Die PARTEI        | 11.426      | 1,2         | –           | 15.388       | 1,6          | –            | –              |
|                   | Tierschutzpartei  | –           | –           | –           | 8.813        | 0,9          | –            | –              |
|                   | BGE               | –           | –           | –           | 4.573        | 0,5          | –            | –              |
|                   | DiB               | –           | –           | –           | 4.199        | 0,4          | –            | –              |
|                   | FREIE WÄHLER      | 5.426       | 0,6         | –           | 3.458        | 0,4          | –            | –              |
|                   | ÖDP               | 3.369       | 0,3         | –           | 2.778        | 0,3          | –            | –              |
|                   | V-Partei³         | –           | –           | –           | 2.169        | 0,2          | –            | –              |
|                   | NPD               | 1.245       | 0,1         | –           | 1.799        | 0,2          | –            | –              |
|                   | MLPD              | 1.123       | 0,1         | –           | 688          | 0,1          | –            | –              |
|                   | DKP               | –           | –           | –           | 511          | 0,1          | –            | –              |
|                   | Übrige            | 3.085       | 0,3         | –           | –            | –            | –            | –              |
| Gesamt            | Gesamt            | 975.672     | 100         | 6           | 978.118      | 100          | 10           | 16             |
|                   |                   |             |             |             |              |              |              |                |
| Ungültige Stimmen | Ungültige Stimmen | 9.254       | 0,9         |             | 6.808        | 0,7          |              |                |
| Wähler            | Wähler            | 984.926     | 76,0        |             | 984.926      | 76,0         |              |                |
| Wahlberechtigte   | Wahlberechtigte   | 1.296.656   |             |             | 1.296.656    |              |              |                |

### Niedersachsen
| Listen            | Listen            | Erststimmen | Erststimmen | Erststimmen | Zweitstimmen | Zweitstimmen | Zweitstimmen | Mandate Gesamt |
| Listen            | Listen            | Stimmen     | %           | Mandate     | Stimmen      | %            | Mandate      | Mandate Gesamt |
| ----------------- | ----------------- | ----------- | ----------- | ----------- | ------------ | ------------ | ------------ | -------------- |
|                   | CDU               | 1.777.588   | 38,3        | 16          | 1.623.481    | 34,9         | 5            | 21             |
|                   | SPD               | 1.557.197   | 33,6        | 14          | 1.275.172    | 27,4         | 6            | 20             |
|                   | FDP               | 264.801     | 5,7         | –           | 431.405      | 9,3          | 7            | 7              |
|                   | AfD               | 369.663     | 8,0         | –           | 422.362      | 9,1          | 7            | 7              |
|                   | GRÜNE             | 334.541     | 7,2         | –           | 404.825      | 8,7          | 6            | 6              |
|                   | Die Linke         | 273.064     | 5,9         | –           | 322.979      | 7,0          | 5            | 5              |
|                   | Die PARTEI        | 12.726      | 0,3         | –           | 41.228       | 0,9          | –            | –              |
|                   | Tierschutzpartei  | –           | –           | –           | 40.487       | 0,9          | –            | –              |
|                   | FREIE WÄHLER      | 23.538      | 0,5         | –           | 19.178       | 0,4          | –            | –              |
|                   | PIRATEN           | 13.214      | 0,3         | –           | 17.683       | 0,4          | –            | –              |
|                   | NPD               | –           | –           | –           | 12.034       | 0,3          | –            | –              |
|                   | DM                | –           | –           | –           | 8.146        | 0,2          | –            | –              |
|                   | BGE               | –           | –           | –           | 8.084        | 0,2          | –            | –              |
|                   | DiB               | –           | –           | –           | 6.349        | 0,1          | –            | –              |
|                   | V-Partei³         | –           | –           | –           | 6.076        | 0,1          | –            | –              |
|                   | ÖDP               | 809         | 0,0         | –           | 4.771        | 0,1          | –            | –              |
|                   | MLPD              | 1.522       | 0,0         | –           | 1.616        | 0,0          | –            | –              |
|                   | DKP               | 1.331       | 0,0         | –           | 1.100        | 0,0          | –            | –              |
|                   | Bündnis C         | 953         | 0,0         | –           | –            | –            | –            | –              |
|                   | Übrige            | 4.370       | 0,1         | –           | –            | –            | –            | –              |
| Gesamt            | Gesamt            | 4.635.317   | 100         | 30          | 4.646.976    | 100          | 36           | 66             |
|                   |                   |             |             |             |              |              |              |                |
| Ungültige Stimmen | Ungültige Stimmen | 46.554      | 1,0         |             | 34.895       | 0,7          |              |                |
| Wähler            | Wähler            | 4.681.871   | 76,4        |             | 4.681.871    | 76,4         |              |                |
| Wahlberechtigte   | Wahlberechtigte   | 6.124.582   |             |             | 6.124.582    |              |              |                |

### Bremen
| Listen            | Listen            | Erststimmen | Erststimmen | Erststimmen | Zweitstimmen | Zweitstimmen | Zweitstimmen | Mandate Gesamt |
| Listen            | Listen            | Stimmen     | %           | Mandate     | Stimmen      | %            | Mandate      | Mandate Gesamt |
| ----------------- | ----------------- | ----------- | ----------- | ----------- | ------------ | ------------ | ------------ | -------------- |
|                   | SPD               | 105.119     | 31,8        | 2           | 88.944       | 26,8         | –            | 2              |
|                   | CDU               | 81.275      | 24,6        | –           | 83.409       | 25,1         | 1            | 1              |
|                   | Die Linke         | 39.405      | 11,9        | –           | 44.629       | 13,4         | 1            | 1              |
|                   | GRÜNE             | 33.386      | 10,1        | –           | 36.733       | 11,1         | 1            | 1              |
|                   | AfD               | 30.935      | 9,3         | –           | 33.244       | 10,0         | 1            | 1              |
|                   | FDP               | 30.457      | 9,2         | –           | 31.056       | 9,3          | –            | –              |
|                   | Die PARTEI        | 7.753       | 2,3         | –           | 5.511        | 1,7          | –            | –              |
|                   | PIRATEN           | –           | –           | –           | 1.958        | 0,6          | –            | –              |
|                   | BGE               | –           | –           | –           | 1.804        | 0,5          | –            | –              |
|                   | FREIE WÄHLER      | 939         | 0,3         | –           | 1.194        | 0,4          | –            | –              |
|                   | V-Partei³         | –           | –           | –           | 1.019        | 0,3          | –            | –              |
|                   | MENSCHLICHE WELT  | 787         | 0,2         | –           | 905          | 0,3          | –            | –              |
|                   | NPD               | 487         | 0,1         | –           | 863          | 0,3          | –            | –              |
|                   | DM                | –           | –           | –           | 607          | 0,2          | –            | –              |
|                   | MLPD              | 500         | 0,2         | –           | 273          | 0,1          | –            | –              |
|                   | DKP               | –           | –           | –           | 174          | 0,1          | –            | –              |
| Gesamt            | Gesamt            | 331.043     | 100         | 2           | 332.323      | 100          | 4            | 6              |
|                   |                   |             |             |             |              |              |              |                |
| Ungültige Stimmen | Ungültige Stimmen | 4.876       | 1,5         |             | 3.596        | 1,1          |              |                |
| Wähler            | Wähler            | 335.919     | 70,8        |             | 335.919      | 70,8         |              |                |
| Wahlberechtigte   | Wahlberechtigte   | 474.151     |             |             | 474.151      |              |              |                |

### Brandenburg
| Listen            | Listen            | Erststimmen | Erststimmen | Erststimmen | Zweitstimmen | Zweitstimmen | Zweitstimmen | Mandate Gesamt |
| Listen            | Listen            | Stimmen     | %           | Mandate     | Stimmen      | %            | Mandate      | Mandate Gesamt |
| ----------------- | ----------------- | ----------- | ----------- | ----------- | ------------ | ------------ | ------------ | -------------- |
|                   | CDU               | 432.157     | 29,0        | 9           | 397.839      | 26,7         | –            | 9              |
|                   | AfD               | 289.204     | 19,4        | –           | 301.103      | 20,2         | 5            | 5              |
|                   | SPD               | 304.896     | 20,5        | 1           | 261.822      | 17,6         | 3            | 4              |
|                   | Die Linke         | 256.497     | 17,2        | –           | 255.721      | 17,2         | 4            | 4              |
|                   | FDP               | 75.734      | 5,1         | –           | 105.485      | 7,1          | 2            | 2              |
|                   | GRÜNE             | 67.253      | 4,5         | –           | 74.971       | 5,0          | 1            | 1              |
|                   | Tierschutzpartei  | –           | –           | –           | 26.243       | 1,8          | –            | –              |
|                   | Die PARTEI        | 17.385      | 1,2         | –           | 19.471       | 1,3          | –            | –              |
|                   | FREIE WÄHLER      | 28.547      | 1,9         | –           | 17.762       | 1,2          | –            | –              |
|                   | NPD               | 1.369       | 0,1         | –           | 12.993       | 0,9          | –            | –              |
|                   | BGE               | –           | –           | –           | 6.066        | 0,4          | –            | –              |
|                   | DM                | –           | –           | –           | 5.068        | 0,3          | –            | –              |
|                   | DKP               | 4.668       | 0,3         | –           | 2.514        | 0,2          | –            | –              |
|                   | ÖDP               | –           | –           | –           | 2.496        | 0,2          | –            | –              |
|                   | MLPD              | 772         | 0,1         | –           | 1.277        | 0,1          | –            | –              |
|                   | PIRATEN           | 4.925       | 0,3         | –           | –            | –            | –            | –              |
|                   | Übrige            | 4.995       | 0,3         | –           | –            | –            | –            | –              |
| Gesamt            | Gesamt            | 1.488.402   | 100         | 10          | 1.490.831    | 100          | 15           | 25             |
|                   |                   |             |             |             |              |              |              |                |
| Ungültige Stimmen | Ungültige Stimmen | 23.743      | 1,6         |             | 21.314       | 1,4          |              |                |
| Wähler            | Wähler            | 1.512.145   | 73,7        |             | 1.512.145    | 73,7         |              |                |
| Wahlberechtigte   | Wahlberechtigte   | 2.051.559   |             |             | 2.051.559    |              |              |                |

### Sachsen-Anhalt
| Listen            | Listen            | Erststimmen | Erststimmen | Erststimmen | Zweitstimmen | Zweitstimmen | Zweitstimmen | Mandate Gesamt |
| Listen            | Listen            | Stimmen     | %           | Mandate     | Stimmen      | %            | Mandate      | Mandate Gesamt |
| ----------------- | ----------------- | ----------- | ----------- | ----------- | ------------ | ------------ | ------------ | -------------- |
|                   | CDU               | 401.454     | 32,4        | 9           | 377.411      | 30,3         | –            | 9              |
|                   | AfD               | 210.127     | 16,9        | –           | 244.401      | 19,6         | 4            | 4              |
|                   | Die Linke         | 238.047     | 19,2        | –           | 220.858      | 17,7         | 4            | 4              |
|                   | SPD               | 213.058     | 17,2        | –           | 188.980      | 15,2         | 3            | 3              |
|                   | FDP               | 81.211      | 6,5         | –           | 96.555       | 7,8          | 2            | 2              |
|                   | GRÜNE             | 38.938      | 3,1         | –           | 46.243       | 3,7          | 1            | 1              |
|                   | Tierschutzallianz | 4.102       | 0,3         | –           | 18.715       | 1,5          | –            | –              |
|                   | FREIE WÄHLER      | 28.163      | 2,3         | –           | 14.392       | 1,2          | –            | –              |
|                   | Die PARTEI        | 2.186       | 0,2         | –           | 13.554       | 1,1          | –            | –              |
|                   | NPD               | 15.364      | 1,2         | –           | 9.737        | 0,8          | –            | –              |
|                   | MG                | 2.570       | 0,2         | –           | 5.617        | 0,5          | –            | –              |
|                   | BGE               | –           | –           | –           | 3.762        | 0,3          | –            | –              |
|                   | DiB               | –           | –           | –           | 2.908        | 0,2          | –            | –              |
|                   | MLPD              | 2.039       | 0,2         | –           | 1.847        | 0,1          | –            | –              |
|                   | Übrige            | 3.266       | 0,3         | –           | –            | –            | –            | –              |
| Gesamt            | Gesamt            | 1.240.525   | 100         | 9           | 1.244.980    | 100          | 14           | 23             |
|                   |                   |             |             |             |              |              |              |                |
| Ungültige Stimmen | Ungültige Stimmen | 22.949      | 1,8         |             | 18.494       | 1,5          |              |                |
| Wähler            | Wähler            | 1.263.474   | 68,1        |             | 1.263.474    | 68,1         |              |                |
| Wahlberechtigte   | Wahlberechtigte   | 1.854.891   |             |             | 1.854.891    |              |              |                |

### Berlin
| Listen            | Listen               | Erststimmen | Erststimmen | Erststimmen | Zweitstimmen | Zweitstimmen | Zweitstimmen | Mandate Gesamt |
| Listen            | Listen               | Stimmen     | %           | Mandate     | Stimmen      | %            | Mandate      | Mandate Gesamt |
| ----------------- | -------------------- | ----------- | ----------- | ----------- | ------------ | ------------ | ------------ | -------------- |
|                   | CDU                  | 460.296     | 24,7        | 4           | 424.321      | 22,7         | 2            | 6              |
|                   | Die Linke            | 377.564     | 20,2        | 4           | 351.170      | 18,8         | 2            | 6              |
|                   | SPD                  | 391.772     | 21,0        | 3           | 334.253      | 17,9         | 2            | 5              |
|                   | GRÜNE                | 230.935     | 12,4        | 1           | 234.947      | 12,6         | 3            | 4              |
|                   | AfD                  | 212.211     | 11,4        | –           | 225.170      | 12,0         | 4            | 4              |
|                   | FDP                  | 105.053     | 5,6         | –           | 167.046      | 8,9          | 3            | 3              |
|                   | Die PARTEI           | 53.335      | 2,9         | –           | 39.027       | 2,1          | –            | –              |
|                   | Tierschutzpartei     | –           | –           | –           | 25.415       | 1,4          | –            | –              |
|                   | PIRATEN              | 3.005       | 0,2         | –           | 10.894       | 0,6          | –            | –              |
|                   | Die Grauen           | 4.300       | 0,2         | –           | 10.009       | 0,5          | –            | –              |
|                   | DiB                  | –           | –           | –           | 7.467        | 0,4          | –            | –              |
|                   | BGE                  | –           | –           | –           | 6.926        | 0,4          | –            | –              |
|                   | FREIE WÄHLER         | 5.720       | 0,3         | –           | 5.354        | 0,3          | –            | –              |
|                   | Gesundheitsforschung | 1.537       | 0,1         | –           | 4.832        | 0,3          | –            | –              |
|                   | DM                   | –           | –           | –           | 4.212        | 0,2          | –            | –              |
|                   | ÖDP                  | 2.663       | 0,1         | –           | 3.206        | 0,2          | –            | –              |
|                   | MENSCHLICHE WELT     | 766         | 0,0         | –           | 3.144        | 0,2          | –            | –              |
|                   | du.                  | 772         | 0,0         | –           | 3.032        | 0,2          | –            | –              |
|                   | V-Partei³            | –           | –           | –           | 2.733        | 0,1          | –            | –              |
|                   | DKP                  | –           | –           | –           | 1.685        | 0,1          | –            | –              |
|                   | MLPD                 | 1.843       | 0,1         | –           | 1.617        | 0,1          | –            | –              |
|                   | BüSo                 | 3.033       | 0,2         | –           | 1.198        | 0,1          | –            | –              |
|                   | B                    | 672         | 0,0         | –           | 911          | 0,0          | –            | –              |
|                   | SGP                  | 472         | 0,0         | –           | 473          | 0,0          | –            | –              |
|                   | NPD                  | 1.951       | 0,1         | –           | –            | –            | –            | –              |
|                   | MIETERPARTEI         | 1.352       | 0,1         | –           | –            | –            | –            | –              |
|                   | DIE FRAUEN           | 439         | 0,0         | –           | –            | –            | –            | –              |
|                   | Übrige               | 5.783       | 0,3         | –           | –            | –            | –            | –              |
| Gesamt            | Gesamt               | 1.865.474   | 100         | 12          | 1.869.042    | 100          | 16           | 28             |
|                   |                      |             |             |             |              |              |              |                |
| Ungültige Stimmen | Ungültige Stimmen    | 26.660      | 1,4         |             | 23.092       | 1,2          |              |                |
| Wähler            | Wähler               | 1.892.134   | 75,6        |             | 1.892.134    | 75,6         |              |                |
| Wahlberechtigte   | Wahlberechtigte      | 2.503.070   |             |             | 2.503.070    |              |              |                |

### Nordrhein-Westfalen
| Listen            | Listen               | Erststimmen | Erststimmen | Erststimmen | Zweitstimmen | Zweitstimmen | Zweitstimmen | Mandate Gesamt |
| Listen            | Listen               | Stimmen     | %           | Mandate     | Stimmen      | %            | Mandate      | Mandate Gesamt |
| ----------------- | -------------------- | ----------- | ----------- | ----------- | ------------ | ------------ | ------------ | -------------- |
|                   | CDU                  | 3.756.952   | 38,3        | 38          | 3.214.013    | 32,6         | 4            | 42             |
|                   | SPD                  | 3.073.698   | 31,3        | 26          | 2.557.876    | 26,0         | 15           | 41             |
|                   | FDP                  | 787.235     | 8,0         | –           | 1.293.052    | 13,1         | 20           | 20             |
|                   | AfD                  | 799.777     | 8,1         | –           | 928.425      | 9,4          | 15           | 15             |
|                   | GRÜNE                | 641.360     | 6,5         | –           | 744.970      | 7,6          | 12           | 12             |
|                   | Die Linke            | 626.631     | 6,4         | –           | 736.904      | 7,5          | 12           | 12             |
|                   | Die PARTEI           | 38.617      | 0,4         | –           | 81.576       | 0,8          | –            | –              |
|                   | Tierschutzpartei     | –           | –           | –           | 73.941       | 0,8          | –            | –              |
|                   | PIRATEN              | 28.162      | 0,3         | –           | 43.580       | 0,4          | –            | –              |
|                   | AD-DEMOKRATEN        | –           | –           | –           | 41.251       | 0,4          | –            | –              |
|                   | FREIE WÄHLER         | 26.201      | 0,3         | –           | 27.788       | 0,3          | –            | –              |
|                   | NPD                  | –           | –           | –           | 21.287       | 0,2          | –            | –              |
|                   | DiB                  | –           | –           | –           | 12.202       | 0,1          | –            | –              |
|                   | ÖDP                  | 5.331       | 0,1         | –           | 12.044       | 0,1          | –            | –              |
|                   | V-Partei³            | –           | –           | –           | 10.513       | 0,1          | –            | –              |
|                   | BGE                  | –           | –           | –           | 9.971        | 0,1          | –            | –              |
|                   | DM                   | –           | –           | –           | 9.859        | 0,1          | –            | –              |
|                   | Volksabstimmung      | 6.316       | 0,1         | –           | 9.631        | 0,1          | –            | –              |
|                   | Gesundheitsforschung | –           | –           | –           | 9.043        | 0,1          | –            | –              |
|                   | MLPD                 | 10.466      | 0,1         | –           | 6.425        | 0,1          | –            | –              |
|                   | Die Humanisten       | –           | –           | –           | 5.991        | 0,1          | –            | –              |
|                   | DKP                  | 1.284       | 0,0         | –           | 2.217        | 0,0          | –            | –              |
|                   | SGP                  | –           | –           | –           | 818          | 0,0          | –            | –              |
|                   | DIE VIOLETTEN        | 984         | 0,0         | –           | –            | –            | –            | –              |
|                   | Übrige               | 11.156      | 0,1         | –           | –            | –            | –            | –              |
| Gesamt            | Gesamt               | 9.814.170   | 100         | 64          | 9.853.377    | 100          | 78           | 142            |
|                   |                      |             |             |             |              |              |              |                |
| Ungültige Stimmen | Ungültige Stimmen    | 124.291     | 1,3         |             | 85.084       | 0,9          |              |                |
| Wähler            | Wähler               | 9.938.461   | 75,4        |             | 9.938.461    | 75,4         |              |                |
| Wahlberechtigte   | Wahlberechtigte      | 13.174.577  |             |             | 13.174.577   |              |              |                |

### Sachsen
| Listen            | Listen            | Erststimmen | Erststimmen | Erststimmen | Zweitstimmen | Zweitstimmen | Zweitstimmen | Mandate Gesamt |
| Listen            | Listen            | Stimmen     | %           | Mandate     | Stimmen      | %            | Mandate      | Mandate Gesamt |
| ----------------- | ----------------- | ----------- | ----------- | ----------- | ------------ | ------------ | ------------ | -------------- |
|                   | AfD               | 628.048     | 25,4        | 3           | 669.940      | 27,0         | 8            | 11             |
|                   | CDU               | 756.206     | 30,6        | 12          | 665.751      | 26,9         | –            | 12             |
|                   | Die Linke         | 432.722     | 17,5        | 1           | 398.627      | 16,1         | 5            | 6              |
|                   | SPD               | 289.109     | 11,7        | –           | 261.105      | 10,5         | 4            | 4              |
|                   | FDP               | 165.449     | 6,7         | –           | 203.662      | 8,2          | 3            | 3              |
|                   | GRÜNE             | 112.300     | 4,5         | –           | 113.608      | 4,6          | 2            | 2              |
|                   | Tierschutzpartei  | –           | –           | –           | 35.121       | 1,4          | –            | –              |
|                   | Die PARTEI        | 21.473      | 0,9         | –           | 31.999       | 1,3          | –            | –              |
|                   | NPD               | 4.079       | 0,2         | –           | 28.215       | 1,1          | –            | –              |
|                   | FREIE WÄHLER      | 13.761      | 0,6         | –           | 27.471       | 1,1          | –            | –              |
|                   | PIRATEN           | 7.286       | 0,3         | –           | 11.056       | 0,4          | –            | –              |
|                   | BGE               | –           | –           | –           | 9.451        | 0,4          | –            | –              |
|                   | ÖDP               | 3.622       | 0,1         | –           | 6.809        | 0,3          | –            | –              |
|                   | DiB               | –           | –           | –           | 6.475        | 0,3          | –            | –              |
|                   | V-Partei³         | –           | –           | –           | 4.058        | 0,2          | –            | –              |
|                   | BüSo              | 10.598      | 0,4         | –           | 3.490        | 0,1          | –            | –              |
|                   | MLPD              | 779         | 0,0         | –           | 2.566        | 0,1          | –            | –              |
|                   | SGP               | 334         | 0,0         | –           | –            | –            | –            | –              |
|                   | Übrige            | 23.967      | 1,0         | –           | –            | –            | –            | –              |
| Gesamt            | Gesamt            | 2.469.733   | 100         | 16          | 2.479.404    | 100          | 22           | 38             |
|                   |                   |             |             |             |              |              |              |                |
| Ungültige Stimmen | Ungültige Stimmen | 39.951      | 1,6         |             | 30.280       | 1,2          |              |                |
| Wähler            | Wähler            | 2.509.684   | 75,4        |             | 2.509.684    | 75,4         |              |                |
| Wahlberechtigte   | Wahlberechtigte   | 3.329.550   |             |             | 3.329.550    |              |              |                |

### Hessen
| Listen            | Listen            | Erststimmen | Erststimmen | Erststimmen | Zweitstimmen | Zweitstimmen | Zweitstimmen | Mandate Gesamt |
| Listen            | Listen            | Stimmen     | %           | Mandate     | Stimmen      | %            | Mandate      | Mandate Gesamt |
| ----------------- | ----------------- | ----------- | ----------- | ----------- | ------------ | ------------ | ------------ | -------------- |
|                   | CDU               | 1.185.393   | 35,4        | 17          | 1.033.200    | 30,9         | –            | 17             |
|                   | SPD               | 974.954     | 29,2        | 5           | 788.427      | 23,5         | 7            | 12             |
|                   | AfD               | 375.528     | 11,2        | –           | 398.712      | 11,9         | 6            | 6              |
|                   | FDP               | 238.437     | 7,1         | –           | 386.742      | 11,5         | 6            | 6              |
|                   | GRÜNE             | 270.221     | 8,1         | –           | 323.736      | 9,7          | 5            | 5              |
|                   | Die Linke         | 220.145     | 6,6         | –           | 271.158      | 8,1          | 4            | 4              |
|                   | Tierschutzpartei  | –           | –           | –           | 34.079       | 1,0          | –            | –              |
|                   | Die PARTEI        | 13.786      | 0,4         | –           | 30.500       | 0,9          | –            | –              |
|                   | FREIE WÄHLER      | 48.199      | 1,4         | –           | 28.507       | 0,9          | –            | –              |
|                   | PIRATEN           | 5.844       | 0,2         | –           | 14.448       | 0,4          | –            | –              |
|                   | NPD               | 4.423       | 0,1         | –           | 11.904       | 0,4          | –            | –              |
|                   | DM                | –           | –           | –           | 6.393        | 0,2          | –            | –              |
|                   | BGE               | –           | –           | –           | 6.320        | 0,2          | –            | –              |
|                   | ÖDP               | –           | –           | –           | 6.042        | 0,2          | –            | –              |
|                   | V-Partei³         | –           | –           | –           | 5.246        | 0,2          | –            | –              |
|                   | MLPD              | 1.869       | 0,1         | –           | 1.627        | 0,0          | –            | –              |
|                   | DKP               | 234         | 0,0         | –           | 1.138        | 0,0          | –            | –              |
|                   | BüSo              | –           | –           | –           | 721          | 0,0          | –            | –              |
|                   | DIE VIOLETTEN     | 522         | 0,0         | –           | –            | –            | –            | –              |
|                   | SGP               | 97          | 0,0         | –           | –            | –            | –            | –              |
|                   | Übrige            | 4.900       | 0,1         | –           | –            | –            | –            | –              |
| Gesamt            | Gesamt            | 3.344.552   | 100         | 22          | 3.348.900    | 100          | 28           | 50             |
|                   |                   |             |             |             |              |              |              |                |
| Ungültige Stimmen | Ungültige Stimmen | 50.889      | 1,5         |             | 46.541       | 1,4          |              |                |
| Wähler            | Wähler            | 3.395.441   | 77,0        |             | 3.395.441    | 77,0         |              |                |
| Wahlberechtigte   | Wahlberechtigte   | 4.408.986   |             |             | 4.408.986    |              |              |                |

### Thüringen
| Listen            | Listen            | Erststimmen | Erststimmen | Erststimmen | Zweitstimmen | Zweitstimmen | Zweitstimmen | Mandate Gesamt |
| Listen            | Listen            | Stimmen     | %           | Mandate     | Stimmen      | %            | Mandate      | Mandate Gesamt |
| ----------------- | ----------------- | ----------- | ----------- | ----------- | ------------ | ------------ | ------------ | -------------- |
|                   | CDU               | 408.513     | 31,6        | 8           | 372.258      | 28,8         | –            | 8              |
|                   | AfD               | 291.466     | 22,5        | –           | 294.069      | 22,7         | 5            | 5              |
|                   | Die Linke         | 227.194     | 17,6        | –           | 218.212      | 16,9         | 3            | 3              |
|                   | SPD               | 188.802     | 14,6        | –           | 171.032      | 13,2         | 3            | 3              |
|                   | FDP               | 71.579      | 5,5         | –           | 101.129      | 7,8          | 2            | 2              |
|                   | GRÜNE             | 46.919      | 3,6         | –           | 53.340       | 4,1          | 1            | 1              |
|                   | FREIE WÄHLER      | 33.707      | 2,6         | –           | 21.131       | 1,6          | –            | –              |
|                   | Die PARTEI        | 3.691       | 0,3         | –           | 19.132       | 1,5          | –            | –              |
|                   | NPD               | 3.193       | 0,2         | –           | 16.083       | 1,2          | –            | –              |
|                   | ÖDP / Familie ..  | 5.292       | 0,4         | –           | 6.398        | 0,5          | –            | –              |
|                   | PIRATEN           | 2.844       | 0,2         | –           | 6.057        | 0,5          | –            | –              |
|                   | BGE               | –           | –           | –           | 5.307        | 0,4          | –            | –              |
|                   | DM                | –           | –           | –           | 4.948        | 0,4          | –            | –              |
|                   | V-Partei³         | 1.201       | 0,1         | –           | 3.450        | 0,3          | –            | –              |
|                   | MLPD              | 1.293       | 0,1         | –           | 1.902        | 0,1          | –            | –              |
|                   | Übrige            | 6.973       | 0,5         | –           | –            | –            | –            | –              |
| Gesamt            | Gesamt            | 1.292.667   | 100         | 8           | 1.294.448    | 100          | 14           | 22             |
|                   |                   |             |             |             |              |              |              |                |
| Ungültige Stimmen | Ungültige Stimmen | 19.385      | 1,5         |             | 17.604       | 1,3          |              |                |
| Wähler            | Wähler            | 1.312.052   | 74,3        |             | 1.312.052    | 74,3         |              |                |
| Wahlberechtigte   | Wahlberechtigte   | 1.767.014   |             |             | 1.767.014    |              |              |                |

### Rheinland-Pfalz
| Listen            | Listen            | Erststimmen | Erststimmen | Erststimmen | Zweitstimmen | Zweitstimmen | Zweitstimmen | Mandate Gesamt |
| Listen            | Listen            | Stimmen     | %           | Mandate     | Stimmen      | %            | Mandate      | Mandate Gesamt |
| ----------------- | ----------------- | ----------- | ----------- | ----------- | ------------ | ------------ | ------------ | -------------- |
|                   | CDU               | 932.382     | 39,6        | 14          | 848.003      | 35,9         | –            | 14             |
|                   | SPD               | 676.438     | 28,8        | 1           | 570.518      | 24,1         | 8            | 9              |
|                   | AfD               | 223.659     | 9,5         | –           | 265.688      | 11,2         | 4            | 4              |
|                   | FDP               | 161.479     | 6,9         | –           | 245.235      | 10,4         | 4            | 4              |
|                   | GRÜNE             | 140.906     | 6,0         | –           | 179.233      | 7,6          | 3            | 3              |
|                   | Die Linke         | 133.323     | 5,7         | –           | 160.912      | 6,8          | 3            | 3              |
|                   | FREIE WÄHLER      | 54.294      | 2,3         | –           | 32.263       | 1,4          | –            | –              |
|                   | Die PARTEI        | 10.970      | 0,5         | –           | 23.957       | 1,0          | –            | –              |
|                   | PIRATEN           | 3.830       | 0,2         | –           | 10.792       | 0,5          | –            | –              |
|                   | ÖDP               | 7.107       | 0,3         | –           | 7.330        | 0,3          | –            | –              |
|                   | NPD               | 1.495       | 0,1         | –           | 7.025        | 0,3          | –            | –              |
|                   | V-Partei³         | –           | –           | –           | 6.203        | 0,3          | –            | –              |
|                   | BGE               | –           | –           | –           | 4.505        | 0,2          | –            | –              |
|                   | MLPD              | 581         | 0,0         | –           | 842          | 0,0          | –            | –              |
|                   | Neue Liberale     | 542         | 0,0         | –           | –            | –            | –            | –              |
|                   | DIE EINHEIT       | 371         | 0,0         | –           | –            | –            | –            | –              |
|                   | Übrige            | 4.493       | 0,2         | –           | –            | –            | –            | –              |
| Gesamt            | Gesamt            | 2.351.870   | 100         | 15          | 2.362.506    | 100          | 22           | 37             |
|                   |                   |             |             |             |              |              |              |                |
| Ungültige Stimmen | Ungültige Stimmen | 40.223      | 1,7         |             | 29.587       | 1,2          |              |                |
| Wähler            | Wähler            | 2.392.093   | 77,7        |             | 2.392.093    | 77,7         |              |                |
| Wahlberechtigte   | Wahlberechtigte   | 3.080.591   |             |             | 3.080.591    |              |              |                |

### Bayern
| Listen            | Listen               | Erststimmen | Erststimmen | Erststimmen | Zweitstimmen | Zweitstimmen | Zweitstimmen | Mandate Gesamt |
| Listen            | Listen               | Stimmen     | %           | Mandate     | Stimmen      | %            | Mandate      | Mandate Gesamt |
| ----------------- | -------------------- | ----------- | ----------- | ----------- | ------------ | ------------ | ------------ | -------------- |
|                   | CSU                  | 3.255.487   | 44,2        | 46          | 2.869.688    | 38,8         | –            | 46             |
|                   | SPD                  | 1.336.404   | 18,1        | –           | 1.130.931    | 15,3         | 18           | 18             |
|                   | AfD                  | 773.542     | 10,5        | –           | 916.300      | 12,4         | 14           | 14             |
|                   | FDP                  | 477.884     | 6,5         | –           | 751.248      | 10,2         | 12           | 12             |
|                   | GRÜNE                | 661.356     | 9,0         | –           | 722.116      | 9,8          | 11           | 11             |
|                   | Die Linke            | 384.368     | 5,2         | –           | 450.803      | 6,1          | 7            | 7              |
|                   | FREIE WÄHLER         | 250.119     | 3,4         | –           | 199.198      | 2,7          | –            | –              |
|                   | ÖDP                  | 119.103     | 1,6         | –           | 66.801       | 0,9          | –            | –              |
|                   | Tierschutzpartei     | –           | –           | –           | 66.218       | 0,9          | –            | –              |
|                   | BP                   | 62.622      | 0,8         | –           | 58.037       | 0,8          | –            | –              |
|                   | Die PARTEI           | 13.205      | 0,2         | –           | 51.607       | 0,7          | –            | –              |
|                   | PIRATEN              | 10.421      | 0,1         | –           | 26.866       | 0,4          | –            | –              |
|                   | NPD                  | 583         | 0,0         | –           | 20.611       | 0,3          | –            | –              |
|                   | V-Partei³            | –           | –           | –           | 13.391       | 0,2          | –            | –              |
|                   | DM                   | –           | –           | –           | 12.689       | 0,2          | –            | –              |
|                   | DiB                  | –           | –           | –           | 12.073       | 0,2          | –            | –              |
|                   | BGE                  | –           | –           | –           | 10.394       | 0,1          | –            | –              |
|                   | Gesundheitsforschung | –           | –           | –           | 9.529        | 0,1          | –            | –              |
|                   | MLPD                 | 2.309       | 0,0         | –           | 2.213        | 0,0          | –            | –              |
|                   | BüSo                 | 2.130       | 0,0         | –           | 1.284        | 0,0          | –            | –              |
|                   | DKP                  | –           | –           | –           | 1.213        | 0,0          | –            | –              |
|                   | UNABHÄNGIGE          | 2.458       | 0,0         | –           | –            | –            | –            | –              |
|                   | DIE VIOLETTEN        | 670         | 0,0         | –           | –            | –            | –            | –              |
|                   | Bündnis C            | 358         | 0,0         | –           | –            | –            | –            | –              |
|                   | Übrige               | 18.670      | 0,3         | –           | –            | –            | –            | –              |
| Gesamt            | Gesamt               | 7.371.689   | 100         | 46          | 7.393.210    | 100          | 62           | 108            |
|                   |                      |             |             |             |              |              |              |                |
| Ungültige Stimmen | Ungültige Stimmen    | 69.317      | 0,9         |             | 47.796       | 0,6          |              |                |
| Wähler            | Wähler               | 7.441.006   | 78,1        |             | 7.441.006    | 78,1         |              |                |
| Wahlberechtigte   | Wahlberechtigte      | 9.522.371   |             |             | 9.522.371    |              |              |                |

### Baden-Württemberg
| Listen            | Listen            | Erststimmen | Erststimmen | Erststimmen | Zweitstimmen | Zweitstimmen | Zweitstimmen | Mandate Gesamt |
| Listen            | Listen            | Stimmen     | %           | Mandate     | Stimmen      | %            | Mandate      | Mandate Gesamt |
| ----------------- | ----------------- | ----------- | ----------- | ----------- | ------------ | ------------ | ------------ | -------------- |
|                   | CDU               | 2.350.054   | 39,3        | 38          | 2.061.687    | 34,4         | –            | 38             |
|                   | SPD               | 1.166.668   | 19,5        | –           | 982.370      | 16,4         | 16           | 16             |
|                   | GRÜNE             | 801.880     | 13,4        | –           | 807.205      | 13,5         | 13           | 13             |
|                   | FDP               | 517.512     | 8,6         | –           | 762.008      | 12,7         | 12           | 12             |
|                   | AfD               | 690.128     | 11,5        | –           | 730.499      | 12,2         | 11           | 11             |
|                   | Die Linke         | 325.019     | 5,4         | –           | 380.727      | 6,4          | 6            | 6              |
|                   | Tierschutzpartei  | 20.756      | 0,3         | –           | 51.355       | 0,9          | –            | –              |
|                   | Die PARTEI        | 26.508      | 0,4         | –           | 43.883       | 0,7          | –            | –              |
|                   | FREIE WÄHLER      | 33.732      | 0,6         | –           | 42.133       | 0,7          | –            | –              |
|                   | PIRATEN           | 11.340      | 0,2         | –           | 27.205       | 0,5          | –            | –              |
|                   | ÖDP               | 18.341      | 0,3         | –           | 21.813       | 0,4          | –            | –              |
|                   | NPD               | 2.056       | 0,0         | –           | 15.745       | 0,3          | –            | –              |
|                   | Tierschutzallianz | 2.012       | 0,0         | –           | 13.506       | 0,2          | –            | –              |
|                   | BGE               | –           | –           | –           | 10.647       | 0,2          | –            | –              |
|                   | DM                | –           | –           | –           | 10.395       | 0,2          | –            | –              |
|                   | DiB               | –           | –           | –           | 9.241        | 0,2          | –            | –              |
|                   | MENSCHLICHE WELT  | 652         | 0,0         | –           | 7.612        | 0,1          | –            | –              |
|                   | V-Partei³         | –           | –           | –           | 7.601        | 0,1          | –            | –              |
|                   | MLPD              | 7.045       | 0,1         | –           | 4.276        | 0,1          | –            | –              |
|                   | Die Rechte        | 1.142       | 0,0         | –           | 2.054        | 0,0          | –            | –              |
|                   | DKP               | –           | –           | –           | 1.006        | 0,0          | –            | –              |
|                   | Bündnis C         | 406         | 0,0         | –           | –            | –            | –            | –              |
|                   | BüSo              | 199         | 0,0         | –           | –            | –            | –            | –              |
|                   | Übrige            | 7.781       | 0,1         | –           | –            | –            | –            | –              |
| Gesamt            | Gesamt            | 5.983.231   | 100         | 38          | 5.992.968    | 100          | 58           | 96             |
|                   |                   |             |             |             |              |              |              |                |
| Ungültige Stimmen | Ungültige Stimmen | 70.712      | 1,2         |             | 60.975       | 1,0          |              |                |
| Wähler            | Wähler            | 6.053.943   | 78,3        |             | 6.053.943    | 78,3         |              |                |
| Wahlberechtigte   | Wahlberechtigte   | 7.732.597   |             |             | 7.732.597    |              |              |                |

### Saarland
| Listen            | Listen            | Erststimmen | Erststimmen | Erststimmen | Zweitstimmen | Zweitstimmen | Zweitstimmen | Mandate Gesamt |
| Listen            | Listen            | Stimmen     | %           | Mandate     | Stimmen      | %            | Mandate      | Mandate Gesamt |
| ----------------- | ----------------- | ----------- | ----------- | ----------- | ------------ | ------------ | ------------ | -------------- |
|                   | CDU               | 211.855     | 36,2        | 3           | 189.573      | 32,4         | –            | 3              |
|                   | SPD               | 184.511     | 31,5        | 1           | 158.895      | 27,1         | 2            | 3              |
|                   | Die Linke         | 65.712      | 11,2        | –           | 75.448       | 12,9         | 1            | 1              |
|                   | AfD               | 54.587      | 9,3         | –           | 58.920       | 10,1         | 1            | 1              |
|                   | FDP               | 27.627      | 4,7         | –           | 44.477       | 7,6          | 1            | 1              |
|                   | GRÜNE             | 26.116      | 4,5         | –           | 35.117       | 6,0          | 1            | 1              |
|                   | Die PARTEI        | 3.950       | 0,7         | –           | 7.475        | 1,3          | –            | –              |
|                   | FREIE WÄHLER      | 6.959       | 1,2         | –           | 4.825        | 0,8          | –            | –              |
|                   | NPD               | 947         | 0,2         | –           | 3.106        | 0,5          | –            | –              |
|                   | PIRATEN           | 2.325       | 0,4         | –           | 2.937        | 0,5          | –            | –              |
|                   | V-Partei³         | –           | –           | –           | 1.614        | 0,3          | –            | –              |
|                   | BGE               | –           | –           | –           | 1.025        | 0,2          | –            | –              |
|                   | DM                | –           | –           | –           | 886          | 0,2          | –            | –              |
|                   | PDV               | 242         | 0,0         | –           | 533          | 0,1          | –            | –              |
|                   | MLPD              | 572         | 0,1         | –           | 427          | 0,1          | –            | –              |
| Gesamt            | Gesamt            | 585.403     | 100         | 4           | 585.258      | 100          | 6            | 10             |
|                   |                   |             |             |             |              |              |              |                |
| Ungültige Stimmen | Ungültige Stimmen | 10.008      | 1,7         |             | 10.153       | 1,7          |              |                |
| Wähler            | Wähler            | 595.411     | 76,6        |             | 595.411      | 76,6         |              |                |
| Wahlberechtigte   | Wahlberechtigte   | 777.264     |             |             | 777.264      |              |              |                |